# Tihanyi Ákos
Tihanyi Ákos (Miskolc, 1976. november 29.) táncos, koreográfus.

## Pályafutása
Táncos karrierjét a Madách Színház tánckarában töltött egy év után külföldön folytatta. Táncolt Ausztriában, Németországban, Hollandiában és Japánban is, ezalatt olyan világhírű koreográfusokkal dolgozhatott, mint Ann Reinking vagy Gillian Lynne.

2005-ben mint koreográfus mutatkozott be idehaza, színpadon 2007-től láthatja a hazai közönség a Vámpírok báljában.

### Pályájának kezdete
Az Állami Balettintézetbe felvételizett, de onnan eltanácsolták, így került a Pécsi Művészeti Szakközépiskolába, ahol a tanulás mellett időnként színpadra is állhatott, statisztált a Pécsi Nemzeti Színház több előadásában is.
A középiskola után a Madách Színházba került, ahol táncolt a Macskákban, a Dr Herzben, az Isten pénzében és a József és a színes szélesvásznú álomkabátban. Ezzel párhuzamosan dolgozott a Markó Iván által alapított Magyar Fesztivál Balettben.

### Külföldi tevékenysége
Egy év itthoni munka után úgy döntött, hogy külföldön is kipróbálja magát. Bekerült a Gaudi című musical Kölni produkciójába, ahová Kim Duddy, Bob Fosse egykori asszisztense válogatta be. Az ő révén került 1997-ben a bécsi Volksoperbe, ahol balettelőadásokon kívül táncolt a Kiss Me Kate-ben, a Kabaréban, a Csárdáskirálynőben és számos más előadásban. A Volksoper társulatával Japánban is turnézott.
1999-ben a Roman Polański által rendezett Vámpírok bálja című musical következett szintén Bécsben, az előadásban a Fekete Vámpír szerepét kapta. 2000-ben felkérték, hogy táncolja el ugyanezt a szólót a musical németországi premierén Stuttgartban is.
2000-ben bekerült az utrechti Chicago-előadásba. A produkció castingját az eredeti Broadway-előadást is színpadra állító csapat bonyolította le, a koreográfiát pedig Ann Reinking, Bob Fosse kreatív asszisztense tanította be.
Fél évvel később a Macskák stuttgarti társulatához szerződött, ahol a londoni világpremier koreográfusa, Gillian Lynne keze alatt dolgozhatott. Az itt töltött egy év alatt háromszáz előadást játszott.
2001-től ismét egy Chicago-széria következett, ezúttal német nyelven, Düsseldorfban.
2002-ben az esseni Elisabeth-előadás tánckarának volt tagja, az Uwe Kröger és Pia Douwes által fémjelzett produkcióban Halálangyalt táncolt.
A következő állomás a Bob Fosse koreográfiáiból összeállított Broadway-show, a Fosse európai és japán turnéja volt. A londoni válogatást követő két hónapos próbafolyamat Ann Reinking irányításával zajlott. A bemutató 2002-ben volt Tokióban, ezt követte az európai körút. A Porqusson 4 és a Mr. Bojangles című műsorszámokban szólót táncolt.
2003-tól az Elisabeth bécsi szériája következett közel három évig és ez ezer előadást jelentett. Ebben az időszakban a Wild Party európai premierjében is játszott még (2003 nyara) illetve a Footloose-ban is (2004 és 2006 nyara).
2007 januárjában a Vámpírok bálja bécsi világpremierének 10. évfordulójának alkalmából rendezett koncertszerű előadás alkalmából felkérték a Fekete Vámpír szólójának eltáncolására.

### Magyarországi pályafutása
Vendégfellépés
2009. március 26-án a Madách Színházban lemezbemutató koncertet tart Serbán Attila. Többek között Tihanyi Ákos is a vendége volt egy Fosse-szólóval.
Vámpírok bálja
2007 nyarán mutatta be idehaza a PS Produkció a Vámpírok bálja című musicalt. Tihanyi Ákos korábban már három másik produkcióban táncolta ugyanezt a koreográfiát, és a magyar előadásban is a Fekete Vámpír szerepét ajánlották fel neki. Ezenkívül az előkészítő szakaszban a koreográfussal, Dennis Callahannel közösen kiválogatták a tánckar tagjait.
West Side Story
Az egy alkalomra szóló koncertszerű előadáson Tihanyi Ákos saját koreográfiáját táncolta végig a Budapesti Operettszínház színészeivel valamint Duda Éva táncos-koreográfussal.

## Koreográfusi tevékenysége
Koreográfusként stílusára nagy hatást gyakorolt Bob Fosse (Chicago, Fosse, Mindhalálig zene), az MTV-s klipek világa, valamint Ann Reinking (Chicago, Fosse), Gillian Lynne (Macskák) és Dennis Callahan (Vámpírok bálja).

### Volt egyszer egy csapat
A Madách Színház 2005 májusában mutatta be Andrew Lloyd Webber The Beautiful Game (Volt egyszer egy csapat) című musicalét, a szokásoktól eltérően koreográfus-meghallgatást tartottak a darabhoz. A jogtulajdonosok választása Tihanyi Ákosra esett, így ez lett élete első koreográfusi munkája.
A koreográfia sajátossága a foci és a tánc ötvözése. A külföldön bevett mintának megfelelően az előadásban nem vált el élesen az ének- és tánckar, a színészeknek is ugyanazt kellett eltáncolniuk, mint a tánckar tagjainak.
A bemutatón maga Webber méltatta a koreográfiát, külön kiemelve Tihanyi Ákos munkáját.

### Producerek
A Volt egyszer egy csapat sikere után a Madách Színház a következő nagy musical-premier koreográfiáinak elkészítésére is Tihanyi Ákost kérte fel. A Producerek klasszikus Broadway-musical, ennek megfelelően a koreográfia is a Broadway-show-k világát idézi.

A Producereket 2006-ban a Színházi Kritikusok Céhe a Legjobb zenés/szórakoztató előadásnak járó elismeréssel jutalmazta. A 100. előadáson Tihanyi Ákos is színpadra lépett egy táncjelenet erejéig.

### Oltári srácok
2007-es évben az Operettszínház produkciójában bemutatott ötszereplős off-Broadway musicalt (Altar Boyz) koreografálta. A Thália Színházban bemutatott előadásban öt színész énekel-táncol kortárs, modern koreográfiára.

### West Side Story
Az Operettszínház produkciójában került színre 2008. március 17-én a Művészetek Palotájában a West Side Story szcenírozott koncertszerű változata. Tihanyi Ákos készítette a koreográfiát, ezen kívül szólótáncosként is megjelent a produkcióban.

### József és a színes szélesvásznú álomkabát
Andrew Lloyd Webber korai zsengéjét másodízben mutatta be a Madách Színház 2008 tavaszán. Tihanyi Ákos az eredeti Madách-os produkcióban táncosként, a felújításban koreográfusként vett részt. Az előadás paródia-jellegéból adódóan a koreográfiában is többféle stílusú tánc felvonul a tangótól a rocky-n át a diszkótáncig. A Volt egyszer egy csapathoz hasonlóan a Józsefben sem válik el élesen a táncosok és a színészek szerepköre, a táncosok is énekelnek, és a színészek is táncolnak. További különlegesség a gyerekkar szerepeltetése, az előadásban a Madách Musical Tánciskola növendékei énekelnek és táncolnak.
39 lépcső címmel új bemutatót tartott a Madách Színház, 2009. március 14-én, melynek "mozgástervezője". Az előadás John Buchan-Alfred Hitchcock azonos című filmjének újszerű feldolgozása, - Simon Corble és Nobby Dimon eredeti ötlete alapján -melyben az összes szerepet 4 művész alakítja, bravúrosan.

## Oktatói tevékenysége
Tihanyi Ákos az Elisabeth-széria alatt musical repertoárt tanított a Performing Arts Centerben Bécsben. Három évig dolgozott itt, a tanításon kívül kisebb koreográfiákat is készített az osztályának.
A Madách Musical Tánciskola kurzusain vendégelőadóként musicaltáncot tanít, ugyanígy az EzerArts készségfejlesztő alkotóműhely munkájában is kurzusvezetőként vesz részt.
2009 szeptemberétől az Octopont Tánciskolában tanít Musicaltáncot, valamint az ugyanott induló Musical színész képzés tánctanára.
Feladat a Televízióban is...RTL Klub "A Királynő" - Ákos koreografálja a táncokat, illetőleg részt vesz a színpadi mozgás elsajátíttatásában is

## Folyamatban lévő és jövőbeni munkái
2013. március 9-től az RTL2 Szombat esti láz c. műsorának zsűritagjaként láthatjuk.
2010 szeptemberében viszi színre a Madách Színház a Jézus Krisztus szupersztár-t...koreográfus: Tihanyi Ákos.
A 2010-es Tavaszi Fesztivál keretein belül kerül először bemutatásra a Budapesti Operettszínház Rebecca c. előadása, melyet Ákos koreografál.
2009-2010-ben ő a koreográfusa az RTL Klub "A Királynő" c. produkciójának.
Serbán Attila lemezbemutató koncertjén, 2009. március 26-án a Madách Szinházban táncos vendégként szerepel a Mr.Bojangles c. feldolgozással.
A Madách Színház 2009. szeptember 17-én mutatja be a Spamalot c. darabot, melyet Ákos koreografál.
Made In Hungária
2008 nyarán forgatják a József Attila Színház által bemutatott azonos című Fenyő Miklós-musical filmváltozatát. A premier tervezett időpontja 2009 februárja. Tihanyi Ákos első film-koreográfiája lesz a Made In Hungária.
A tavasz ébredése
A Budapesti Operettszínház 2009 februárjában bemutatta  a Frank Wedekind drámájából készült 8 Tony-díjas Spring Awakening (A tavasz ébredése) című musicalt. A darab 2007-ben megkapta a legjobb koreográfiáért járó Tony-díjat is.
"Best of Webber" koncert
Andrew Lloyd Webber 2008. március 22-én ünnepelte 60. születésnapját. A Madách Színház társulata novemberben tiszteleg a szerző előtt egy nagyszabású koncerttel a Művészetek Palotájában. A műsor koreográfusa Tihanyi Ákos volt.

## Díjai, elismerései
- Seregi László-díj (2018)

## Külső hivatkozások
- Tihanyi Ákos hivatalos honlapja
- Vámpírok bálja
- Madách Színház
- Budapesti Operettszínház
- Carpe Noctem - Tihanyi Ákos táncvideók